# 1993年深圳致丽玩具厂火灾
1993年深圳致丽玩具厂火灾，是1993年11月19日13时，发生在中國深圳市龙岗区葵涌镇致丽工艺制品厂的一起特大火灾。事故共造成87人死亡，51人受伤，亦是深圳市建立至今死亡人数最多的火灾。該次事件造成直接经济损失260多万元，烧毁工厂建筑面积1600平方米以及原材料与设备。

## 事件背景

### 工廠
致丽工艺制品厂成立于1989年，是香港致高实业有限公司旗下工厂。

## 救援
1993年11月19日13时40分，葵涌镇消防队接到火情报警，随后出动2辆消防车、21名消防队员前往现场。消防员到达现场后，发现工厂附近并无消防栓，需要到一公里外取水灭火，难以控制火势蔓延。深圳当局又从全市12个消防中队抽调20部消防车参加灭火，驻扎在葵涌镇的解放军亦派出两百余名官兵支援。在11月19日14时45分，火势得到基本控制，16时20分被扑灭。

## 事件影响
- 1994年7月5日，《中华人民共和国劳动法》经第八届全国人大常委会第八次会议审议通过正式颁布。舆论普遍认为此次特大火灾作为“重大恶性事件”，客观上促进了该法律的诞生。[3]
- 幸存者陈玉英事后在香港乐施会等慈善机构的协助下，于重庆市忠县成立非政府组织“自强残疾人服务站”，机构是一个主要服务于残疾人、留守儿童、农民工、尘肺病患者的公益机构。[4]
- 因赔偿被挪作他用，香港玩具生產安全約章于2000年聯席发动“杯葛CHICCO”活动，呼吁民众罢买意大利品牌CHICCO。[5]

#### 媒体反应
火灾发生后，多家媒体即赶往火灾现场，但葵涌镇政府有关官员拒绝回答任何问题，并声称通稿会通过市新闻处发布，当局将部分未受伤的工人转移至镇文化馆安置，期间不允许记者前来采访。而深圳有关部门禁止本地媒体自主采编，仅刊登政府通稿。但由于《蛇口消息报》为招商局下属报社，并不需要理会深圳当局的禁令，该报社则是唯一一家对大火进行现场采访报道的本地媒体。1993年11月26日，《工人日报》率先发表深度报道，随后《光明日报》《南方周末》也陆续跟进。

## 司法追责
1993年12月28日，深圳市人民检察院对火灾事故立案侦查。1994年12月15日，厂长黄国光、港商劳钊泉、经理梁建国、电工刘光万被龙岗区人民法院以重大责任事故罪分别判处2至6年有期徒刑。而涉案的深圳消防人员吴星辉、李鉴钊则因玩忽职守罪和受贿罪被判处有期徒刑17年、10年。 因厂商妻子求助，时任法律顾问的梁美芬介入该案件，并动员律師為廠商抗辯、300多名港商旁聽，最终劳钊泉在1年零3個月后被释放。

## 现状
事故发生地位于现今大鹏新区葵涌街道葵新南路（葵涌中学东侧），工厂由两栋建筑物组成，物业产权则隶属葵新社区，火灾发生后便荒废至今。2013年有工程建设方试图租用改造为员工宿舍，葵涌街道执法队接报后将改造部分拆除。当时记者走访发现，墙壁已经被大火烧毁，有的地板与天花板均被烧裂，而原本的工厂大门已经被堵上。近年来，除拜祭的市民外，亦有部分本地探险爱好者进入废墟探访拍摄。

## 相关作品
- 香港乐队噪音合作社根据事件创作歌曲《再见萤火虫》，歌词中的小英则对应着重慶籍火灾幸存者陳玉英。[13]
- 香港电台《铿锵集》、凤凰卫视《冷暖人生》在事件十周年之际，制作了纪念专题节目《小英和他們的故事》、《花季》。[14][15]
- 贵州卫视《中国农民工》及重庆卫视《龙门阵》亦在节目中邀请到幸存者进行访谈[16]。

## 備註
1. ↑  死伤人数说法不一，事故调查报告与深圳本地媒体称84死